# Hummel International
Hummel International (нім. — хуммель, джміль) — данська компанія, що спеціалізується на випуску спортивного взуття, одягу та інвентарю.

## Історія
Компанія була заснована в 1923 році сім'єю Мессмер у місті Гамбург, Німеччина.
Через чотири роки компанія могла запропонувати широкий спектр продуктів від черевиків для піших прогулянок до плавальних шапочок. У 1935 році компанія збанкрутувала і її викупив адвокат Герман Крістіан Нібб з двома своїми партнерами. Під час війни заводи компанії сильно постраждали, але виробництво вціліло, і вже в перший післявоєнний рік компанія випускає бутси, гандбольне взуття та ковзани. Виробництво організоване у новому приміщенні.
У 1956 році компанію купив Бернгард Векенброк. Він створює бренд Хуммель та починає використовувати фірмові шеврони у вигляді двох стрілок. Виробництво переїжджає на південь Німеччини. У 1964 році була підписана перша спонсорська угода Hummel з гандбольним клубом "Грюн-Вайсс Данкерсен". GWD Minden, так називається клуб сьогодні, все ще спонсорується Hummel, це співробітництво є одним з найтриваліших у спортивній історії.
У 1968 році Hummel підписує другий свій спонсорський контракт — з футбольним клубом «Дуйсбург». За рік у компанії виходить перша колекція спортивного одягу. Hummel вигадує свій перший логотип — джмеля.
1970-і почалися для Hummel із продажу в Європі та арабських країнах, а закінчилися підписанням спонсорського контракту з данською футбольною асоціацією.
1980 року німецька за походженням компанія повністю переходить до рук данців. 1986 року на чемпіонаті світу з футболу в Мексиці збірна Данії представила комплекти спортивного одягу марки Hummel.
З 1985 по 1994 рік у спортивній формі Hummel грав футбольний клуб «Реал Мадрид», який завоював у цей період п'ять титулів чемпіона Іспанії поспіль, два Кубки Іспанії, чотири Суперкубки Іспанії та два Кубки УЄФА.
У 1999 році компанію купив данський сімейний холдинг Thornico, на чолі з Крістіаном Стаділом — данським мільярдером, інвестором — візіонером, автором книги Company Karma. Thornico змінює філософію компанії та підхід до маркетингу та позиціювання.
Наприкінці 1990-х Hummel здійснює перевипуск колекцій 70-х років, чим спричиняє сплеск емоцій у фанатів спортивного одягу та припливу прибутку в компанію.

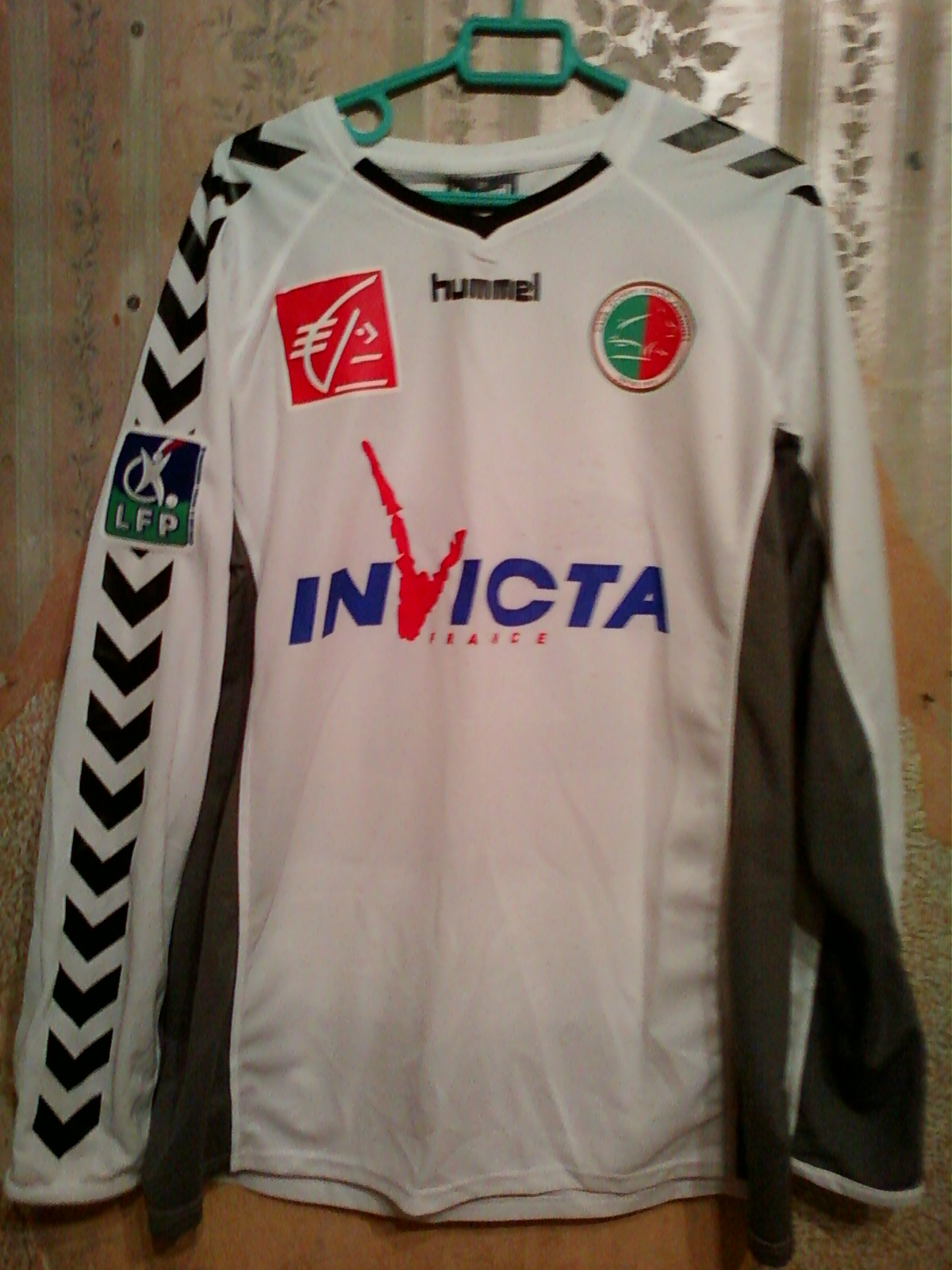
Футболка Hummel футбольного клубу «Седан» сезону 2005/06

2010-ті ознаменувалися для бренду укладанням дружньо-робочої угоди з групою The Black Eyed Peas, Міккель Генсен стає найкращим бомбардиром у кубку світу з гандболу і Hummel укладає п'ятирічний контракт із норвезькою командою «Бранн».
У 2018 році Hummel підписує спонсорський контракт із клубом «Глазго Рейнджерс», 54-разовим чемпіоном Шотландії з футболу.
У 2019 році компанія стає офіційним спонсором Міжнародної федерації гандболу на період до 2023 року.
2020 року Hummel підписав спонсорський контракт з англійським футбольним клубом «Евертон».
З 1979 року (з перервою з 2004 по 2016 рік) компанія є спонсором данської національної збірної з футболу. В екіпіруванні Hummel данська збірна вигравала Євро 1992 і брала участь у кількох чемпіонатах світу, у тому числі в Росії у 2018 році.
Hummel — один з найбільших виробників спортивної форми та інвентарю для гандболу. У формі Hummel виступають кілька збірних команд і десятки професійних гандбольних клубів, у тому числі «Вардар» (переможець Ліги Чемпіонів ЄГФ 2018/19 та 2016/17), «Віві» (переможець Ліги Чемпіонів ЄГФ 2015/16, «Кіль» (переможець Ліги Чемпіонів ЄГФ 2011/12, найбільш титулований клуб у німецькій Бундеслізі) та «Веспрем» (фіналіст Ліги Чемпіонів ЄГФ 2014/15, 2015/16 та 2018/19).
Hummel є спонсором збірної Британії з регбіліґ, а також команди "Віган Ворріорз", найтитулованішого англійського клубу з регбілігу.
В даний час компанія виробляє спортивний одяг та взуття для футболу, гандболу, баскетболу, волейболу, регбі та інших видів спорту.
Hummel також є одним з найбільших данських виробників дитячого одягу та повсякденного спортивного одягу. У своїй продукції компанія орієнтується на екологічність, якість та скандинавський лаконічний дизайн.
Торгова марка Hummel зареєстрована у 55 країнах світу. Дистриб'юторська мережа компанії Hummel охоплює понад 40 країн.